# Croton yungensis
Croton yungensis är en törelväxtart som beskrevs av Léon Camille Marius Croizat. Croton yungensis ingår i släktet Croton och familjen törelväxter. Inga underarter finns listade i Catalogue of Life.